# Bussignal
Et bussignal er et trafiklys, der er forbeholdt busser (i udlandet også sporvogne) i fast rutefart, og ses typisk hvor busbaner munder ud i vejkryds.
Signalet har ikke rød, gul og grøn, som almindelige bilsignaler, men bruger symboler i hvid farve. Bortset fra det er opbygning og betydning den samme som i almindelige trafiklys. Til tider udelades den øverste lampe eller ligefrem de to øverste.
Lyssignalet består af et S øverst (Stop) og en vandret streg i midten. Visse steder, blandt andet på Kongens Nytorv i København, er S'et erstattet af et nedtællingsur, der viser antal sekunder før bussen har fri passage. Nederst er der en lodret eller skrå streg, der angiver kørselsretning enten lige gennem krydset eller skrå passage.
Desuden ses i udlandet kombinationer, hvor det midterste lys er en prik og/eller det nederste er en trekant (evt. pil) – men betydningen er den samme.
For sporvogne ses ofte, at signalangivelsen sker med et lille signal bestående af en række lysende prikker, der sammen vil danne et "billede" svarende til en streg, trekant eller blot en prik – se illustrationen nedenfor.
Formålet er at give den kollektive trafik et forspring i forhold til bilerne, for at forbedre fremkommeligheden og nedsætte rejsetiden.